# 京都トヨタ自動車
京都トヨタ自動車株式会社（きょうとトヨタじどうしゃかぶしきがいしゃ）は、京都府を主な販売エリアとする、トヨタ自動車の販売チャンネル（トヨタ店）である。通称、京都トヨタ。1944年12月設立。
ヤサカグループの1社である。

## 歴史

### 前史
1937年（昭和12年）5月、トヨタ自動車工業（当時）の創設と同時に京都府・滋賀県一円の特約店として京都トヨタ自動車販売株式会社が設立される。取締役社長は京都高島屋支配人の飯田新三郎であった。この頃、トヨタ自動車の豊田喜一郎は高島屋社長の飯田新七の娘、二十子を妻として迎えており、豊田家と飯田家は遠戚関係にあった。
この会社は1943年（昭和17年）、戦時体制による戦時企業整備令により日産、いすゞの販社と合併し、京都府自動車整備配給株式会社として統合された。敗戦と配給制度の廃止によって再び分離し、各社が販売代理店として再発足することになる。

### 設立
現在の京都トヨタ自動車は1944年に資本金70万円で設立されたトヨタ自動車の販売店、光工業株式会社を1946年10月に京都トヨタ販売株式会社と商号を変更したもので、1948年9月に京都トヨタ自動車株式会社と改称している。高島屋との資本関係は戦後も続いていたが、1970年にヤサカグループの傘下に入り、彌榮自動車の副社長、粂田禎雄が代表取締役社長に就任する。

## 事業内容
- トヨタの新車販売
- U-Car（中古車の販売）
- レクサス車の新車販売
- フォルクスワーゲン車の新車販売
- 自動車の整備、点検修理
- 自動車関連部品用品販売
- 保険代理業
- 通信事業（au 携帯電話など）
- JAF入会受付、TS CUBIC CARD入会受付

## 店舗情報
トヨタ事業
- 本社店 - 京都市南区吉祥院三ノ宮町100
- 中央店 - 京都市上京区上立売通新町西入ル
- 伏見店 - 京都市伏見区下鳥羽但馬町104
  - GRGarage京都伏見  -  京都市伏見区下鳥羽但馬町104（伏見店2F）
- 桂川洛西店 - 向日市寺戸町寺田50-3
- 城陽店 - 城陽市寺田新池38-9
- 山科店 - 京都市山科区東野北井ノ上町10-30
- 御池店 - 京都市中京区西ノ京銅駝町76-1
- 修学院店 - 京都市左京区山端森本町3-1
- 乙訓店 - 京都市伏見区羽束師菱川町190-1
- 宇治店 - 宇治市宇治樋ノ尻52-1
- 木津店 - 木津川市相楽台三丁目3番地
- 亀岡店 - 亀岡市大井町土田3丁目154
- 中丹店 - 綾部市高津町大橋10-1
- 舞鶴店 - 舞鶴市字京田小字大角134
- 峰山店 - 京丹後市峰山町荒山377-10

レクサス事業
- レクサス北大路 - 京都市北区紫野花ノ坊町15

フォルクスワーゲン事業
- フォルクスワーゲン京都吉祥院 - 京都市南区吉祥院三ノ宮町100

## 取扱い車種
セダン
- クラウン
- MIRAI
- プリウス
- カローラ
- カローラアクシオ
- センチュリー

SUV
- クラウンスポーツ
- クラウンクロスオーバー
- ランドクルーザー300
- ランドクルーザー250
- ランドクルーザー70
- ハイラックス
- ハリアー
- RAV4
- カローラクロス
- ヤリスクロス
- ライズ
- bZ4X

ミニバン
- アルファード
- ヴェルファイア
- ノア
- ヴォクシー
- シエンタ
- グランエース
- ハイエース ワゴン

ワゴン
- カローラツーリング
- カローラフィールダー

スポーツ
- スープラ
- GRヤリス
- GR86
- GRカローラ
- コペン GR SPORT

コンパクト
- アクア
- カローラスポーツ
- ヤリス
- ルーミー

ビジネスカー
- コースター
- ダイナ カーゴ
- ダイナ ダンプ
- ハイエース コミューター
- ハイエース バン
- ジャパンタクシー
- プロボックス
- タウンエース バン

軽自動車
- ピクシスエポック
- ピクシストラック
- ピクシスバン

## 『SQ CUBIC 45車検』
45分車検(SQ CUBIC 45車検)では、国家資格取得者（1級、2級）の取得率の高さや「トヨタの改善」を受け継ぐツール、京都トヨタ独自の作業訓練法により発揮される検査員とエンジニアのチームワークを特徴と主張している。

## 提供番組
- AKB48チーム8太田奈緒のEverybody?? チャレンジ!（2017年6月18日 - 2018年5月20日、KBS京都）[7]　
  - 第1回放送『京都の絶景の写真撮影にチャレンジ』
  - 第2回放送『エコカーカップ2017にチャレンジ』
  - 第3回放送『京都北部の旅レポートにチャレンジ』
  - 第4回放送『未来のエンジニアの発掘にチャレンジ』
  - 第5回放送『最先端の自動車技術にチャレンジ』
  - 第6回放送『カートレースにチャレンジ』
  - 第7回放送『MIRAIでどこまで行けるかチャレンジ』
  - 第8回放送『4WDでオフロード走行にチャレンジ』
  - 第9回放送『雪道走行にチャレンジ』
  - 第10回放送『京都マラソンにチャレンジ』
  - 第11回放送『車いす体験にチャレンジ』
  - 第12回放送『未来のエンジニアの発掘にチャレンジ part2』

## 企業CM
2017年6月18日より、「京都トヨタPRESENTS AKB48チーム8太田奈緒のEverybody?? チャレンジ!」番組内でテレビCMとして放送された。
CMストーリー
主人公は京都トヨタに勤務する新入社員。いつもはおっちょこちょいであるが、仕事に向かう姿勢はとても真面目。失敗を恐れずに積極的なまわりの社員たちとコミュニケーションを図り、鍛えられていくことで、少しずつ仕事を覚えていく。
CMタイトル
『初めての商談』篇　
『初めての納車』篇　
『初めての整備場』篇　